# Rurka (powiat goleniowski)
Rurka – osada w Polsce położona w województwie zachodniopomorskim, w powiecie goleniowskim, w gminie Goleniów, sołectwie Kliniska, przy drodze ekspresowej S3 i linii kolejowej Szczecin – Świnoujście. Osada położona na skraju Puszczy Goleniowskiej.
Z chwilą wybudowania linii kolejowej w końcu XIX w. powstała tu stacja kolejowa. W latach 20. XX w. wzniesiono budynek dworcowy z pomieszczeniami mieszkalnymi. 
Na terenie osady znajdował się także zakład produkcji betonów spółki Xella Polska Sp. z o.o. (dawniej „Prefbet”); nieczynny od 2009 roku.